# رور (نهر)

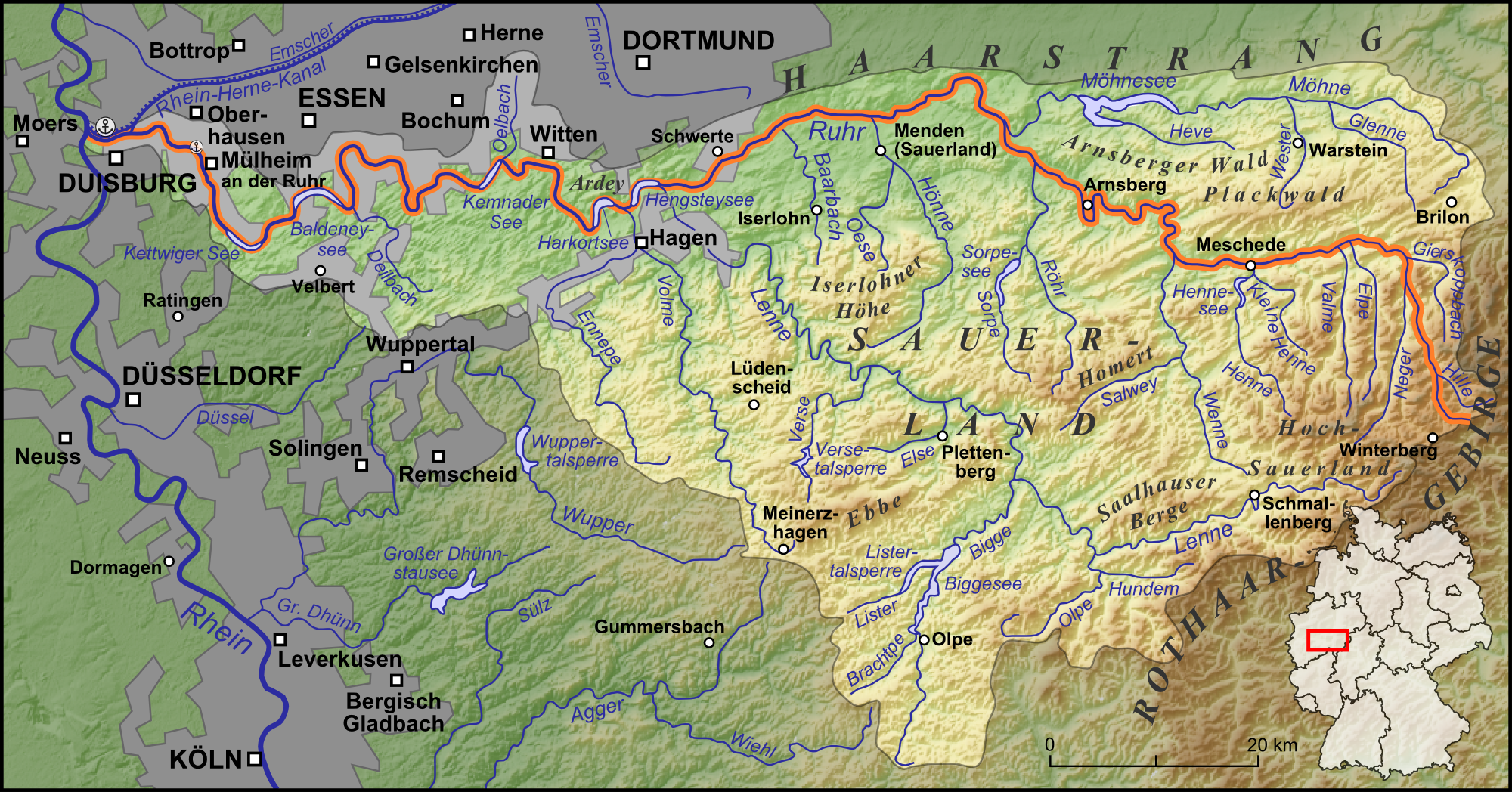
مجرى نهر الرور

رور (بالألمانية: Ruhr) نهر يقارب طوله 219 كم، وهو يشكل رافدا لنهر الراين في ولاية شمال الراين - وستفاليا في (ألمانيا) مع منطقة استجماع تقدر بـ 4485 كيلو متر مربع. يسري نهر الرور ما يقرب من 124 كم في منطقة رابطة الرور الإقليمية معطيا اسمه لأكبر منطقة صناعية في أوروبا، «حوض الرور». فقد نمت مناطق التصنيع في أواخر القرن الثامن عشر على ضفاف النهر، حيث كان الفحم متوفرا على مسافة قريبة تحت سطح الأرض.